# Le Fer à cheval (film, 1915)
Pour les articles homonymes, voir Fer à cheval (homonymie).
Le Fer à cheval est un film muet français réalisé par Louis Feuillade, sorti en 1915.

## Fiche technique
- Réalisation : Louis Feuillade
- Société de production : Société des Établissements L. Gaumont
- Pays de production :  France
- Format : Muet - Noir et blanc - 1,33:1 - 35 mm
- Métrage : 419 m
- Genre :
- Durée : 14 minutes
- Date de sortie : 
  - France : juin 1915

## Distribution
- Suzanne Le Bret
- Marcel Lévesque
- Édouard Mathé
- Musidora
- Claude Mérelle
- Maurice Poitel
- Poupette